# Orneore Metelli
Orneore Metelli, né le 2 juin 1872 à Terni et mort le 26 novembre 1938 dans la même ville, est un peintre italien de style art naïf

## Biographie
Orneore Metelli est né le 2 juin 1872 à Terni.
Cordonnier de métier, il a reçu des récompenses et des médailles pour les modèles de ses chaussures. Tromboniste dans l'orphéon municipal, sur avis médical, il est contraint de cesser de jouer de la musique, à cause d'une maladie du cœur.
Il commence à peindre vers l'âge de cinquante ans,. 

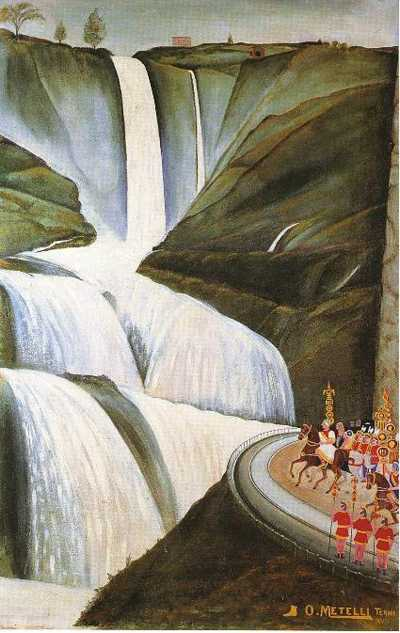
Cascade de Terni, 1938

Il est mort le 26 novembre 1938 dans sa ville natale.

## Hommage
L'astéroïde (7260) Metelli porte son nom.

## Œuvre

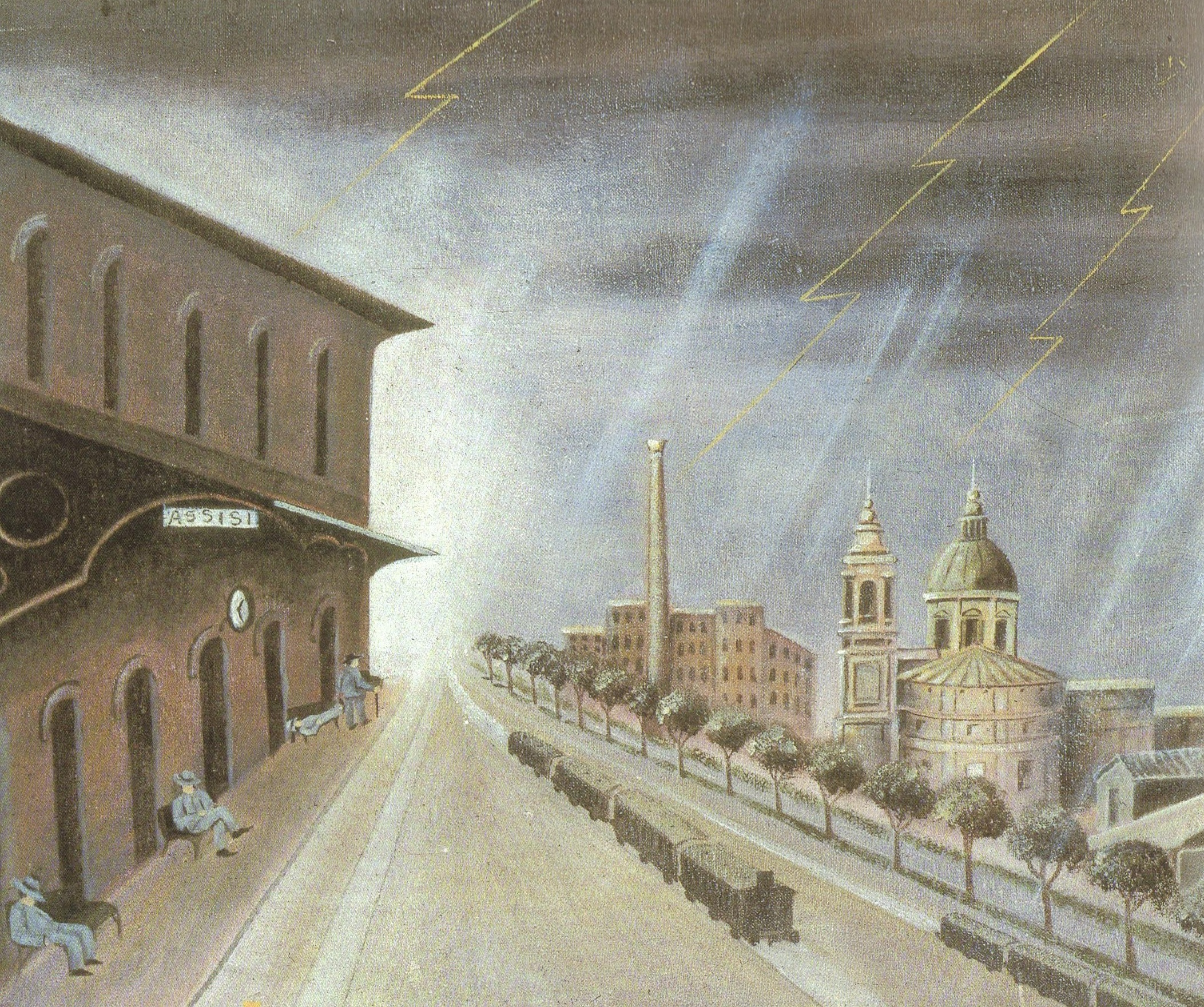
La gare d'Assise, 1938

- La gare d'Assise, 1938La Vénus de Terni, vers 1935, collection privée[2].